# Azmina Dhrodia
Azmina Dhrodia (née en 1985) est une spécialiste canadienne du genre, de la technologie et des droits de la personne. Elle a dirigé ces problématiques au sein de la World Wide Web Foundation. Elle a travaillé pour Amnesty International et Block Party.

## Biographie
Azmina Dhrodia est née au Canada en 1985. Elle a obtenu un premier diplôme en sciences politiques à l'Université de la Colombie-Britannique. Elle a obtenu un master à la London School of Economics.

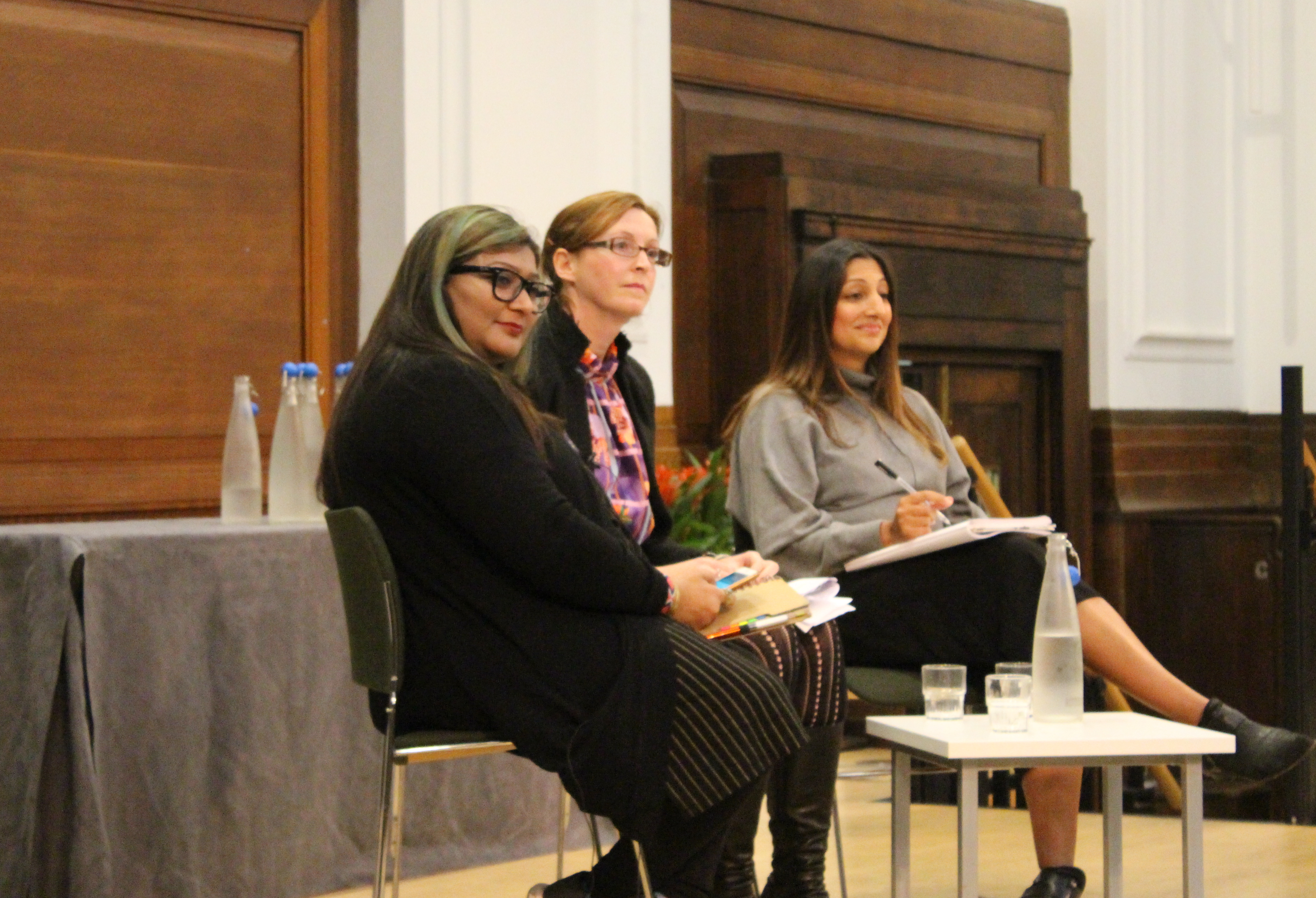
Dhrodia à droite lors de la conférence Open Rights Group en novembre 2017 avec Nighat Dad à gauche et Maria Farrell au centre

Elle a travaillé pour Amnesty International de 2010 à 2018. En 2018, elle était chercheuse sur la technologie et les droits de l'homme à Amnesty.
Elle a écrit pour le HuffPost où elle a pu citer d'autres femmes de premier plan, notamment Laura Bates, Miski Noor, Nosheen Iqbal, Imani Gandy, Zoe Quinn, Jessica Valenti, Diane Abbott et Nicola Sturgeon. L'article s'intitulait What Women Want Twitter To Know About Online Abuse (Ce que les femmes veulent que Twitter sache sur les abus en ligne) et encourageait les lecteurs à contacter Jack Dorsey de Twitter, qui venait d'écrire qu'il souhaitait « se tenir aux côtés des femmes du monde entier pour faire entendre leur voix ». Elle a écrit Toxic Twitter: Violence and Abuse Against Women Online, un rapport qui examine non seulement les abus en ligne basés sur le sexe, mais aussi sur la race et la classe.
En septembre 2019, elle a rejoint le conseil d'administration de l'Open Rights Group.
Azmina Dhrodia a travaillé pour la World Wide Web Foundation à partir d'octobre 2020. En juillet 2021, elle a réuni la signature de 200 femmes influentes pour soutenir une lettre ouverte exigeant une action pour mettre fin aux abus en ligne. Elle a commencé à travailler pour l'application de rencontres Bumble en octobre 2021 en tant que responsable de la politique de sécurité. En décembre 2021, elle apparait dans la liste des 100 femmes de la BBC.